# Irena Polanec
Irena Polanec, slovenska slikarka, * 31. december 1948, Maribor.

## Slikarska kariera
Njena mednarodna slikarska kariera se je začela leta 1975, ko je strokovna žirija uvrstila njena dela na XVI. mednarodni Pariški likovni salon. Na tem salonu je dobila priznanje strokovne žirije. Kasneje je imela pomembnejše razstave v pariški galeriji Mona Lisa, v Milanu, Monte Carlu, po izjavah slikarke je uspešno razstavljala na Japonskem in drugje. Njen uveljavljeni motiv so portreti idealiziranih, sladkih ženskih obrazov, pogosto z zlatimi poudarki.
Leta 1997 je bila izbrana za Slovenko leta.